# عثمان دورالیف
عثمان دورالیف (بلغاری: Осман Дуралиев؛ ۱۵ ژانویه ۱۹۳۹ – ۲۵ آوریل ۲۰۱۱) کشتی‌گیر اهل بلغارستان بود.
وی در مسابقات کشوری و بین‌المللی در مجموع برندهٔ ۱۰ مدال نقره شده‌است.